# Мішево-Велике
Мішево-Велике (пол. Miszewo Wielkie) — село в Польщі, у гміні Нове Място Плонського повіту Мазовецького воєводства.
Населення — 138 осіб (2011).
У 1975-1998 роках село належало до Цехановського воєводства.

## Демографія
Демографічна структура станом на 31 березня 2011 року:
|          | Загалом | Допрацездатний вік | Працездатний вік | Постпрацездатний вік |
| -------- | ------- | ------------------ | ---------------- | -------------------- |
| Чоловіки | 67      | 16                 | 43               | 8                    |
| Жінки    | 71      | 18                 | 39               | 14                   |
| Разом    | 138     | 34                 | 82               | 22                   |